# Robert Gilmor
Robert Gilmor jr. (* 24. September 1774 in Saint Mary’s County, Province of Maryland; † 30. November 1848 in Baltimore) war ein US-amerikanischer Reeder, Kunstsammler und Mäzen.

## Leben

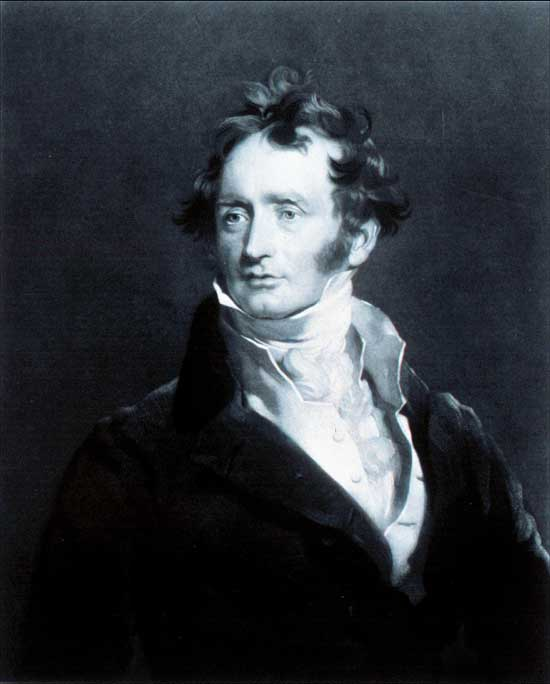
Robert Gilmor jr.

Robert Gilmor jr. war der Erbe des wohlhabenden, in Schottland geborenen Reeders Robert Gilmor (1748–1822), dessen Betrieb sein Sohn weiter zu einer profitablen Reederei ausbaute. Als Kunstliebhaber und -kenner stellte er sich eine umfangreiche Sammlung bedeutender Kunstobjekte zusammen, darunter vor allem Gemälde alter europäischer Meister, Skulpturen, Manuskripte und andere Gegenstände. Daneben galt sein Hauptinteresse der zeitgenössischen Kunst der USA, wo er zu den Hauptförderern der nationalen Kunst in der ersten Hälfte des 19. Jahrhunderts gehörte. Wie andere Zeitgenossen verstand er es als seine Aufgabe, die Kunst des Landes zu fördern. Als ein Freund der frühen Landschaftsmalerei unterstützte Gilmor vor allem Thomas Doughty, William Goombridge, Francis Guy sowie Thomas Cole durch Aufträge und den Kauf von Gemälden, außerdem stand er mit vielen Künstlern auch in sozialem Kontakt. Zu den weiteren von ihm geförderten Landschaftsmalern gehörten Robert W. Weir, William Dunlap, Charles Willson Peale, Thomas Sully, Henry Inman, John Wesley Jarvis und John Trumbull, hinzu kamen Historienmaler wie Washington Allston, John Gadsby Chapman, Charles Cromwell Ingham und William Sidney Mount sowie der Porträtmaler Gilbert Stuart. Mit der Beauftragung von Horatio Greenough versuchte er zudem, auch die amerikanische Skulptur zu fördern.
Im Jahr 1844 geriet Gilmor durch einen Artikel im New York Herold wie auch viele andere Kunstförderer in die Kritik, ihre Sammlungen vor anderen Künstlern und Interessierten zu verstecken. Gilmor wurde zu einem Symbol althergebrachter aristokratisch orientierter Sammler und Mäzene, die den Künstlern keine fairen Preise gezahlt und sie in ihrer künstlerischen Arbeit eingeschränkt haben sollten. Ihm wurden bürgerliche Sammler wie vor allem Benjamin Coleman Wards als positive Beispiele der Sammler gegenübergestellt. Gilmor wehrte sich gegen diese Behauptungen und hoffte auf weitere Unterstützung, die jedoch unterblieb. Spätere Untersuchungen von vorhandenen Aufzeichnungen belegten tatsächlich, dass Gilmor den Künstlern hohe Preise zahlte und ihnen keinerlei Vorschriften für das von ihnen gemalte Sujet machte – die Vorwürfe waren also nur bedingt zutreffend und sein Protest berechtigt.
Während seines Lebens waren insgesamt etwa 500 Gemälde und 2.500 Zeichnungen und Grafiken in seinem Besitz, die er teilweise handelte oder gegen andere Kunstobjekte eintauschte. Seine Sammlung bestand allerdings immer aus mindestens 300 bis 400 Gemälden in seinem eigenen Besitz. In zwei Auktionen nach seinem Tod (am 10. November 1863 und am 13. April 1875) wurde die Sammlung aufgelöst und an verschiedene Sammler verkauft.
Gilmors Ehe mit Sarah Reeve blieb kinderlos.